# Sacyr
La SACYR SA (AFI: [saˈθiɾ]) è una società spagnola che opera nel settore delle costruzioni con sede a Madrid.

## Storia
L'azienda è stata fondata nel 1986 come Sociedad Anonima Caminos y Regadios ed è stata ribattezzata Sacyr nel 1991. L'azienda ha ricevuto la sua prima concessione nel 1996, che era l'autostrada cilena El Elquí. Da questo momento iniziò la sua espansione aggiungendo concessioni in Cile e Spagna ed effettuando acquisti come quello di Avasa, l'autostrada tra Bilbao e Saragozza. 
Nel 2002 ha acquisito il 24,5% di Vallehermoso, un'importante azienda immobiliare spagnola fondata nel 1921 e nel 2003 si è fusa del tutto per formare Sacyr Vallehermoso. 
Nel giugno 2006 Isolux Corsán ha presentato un'offerta pubblica di acquisto su Europistas al prezzo di 4,8 euro per azione, il che significava valutare l'azienda a 646 milioni di euro. 
Il 1º dicembre 2008 è stato annunciato un accordo tra il fondo Citigroup e Sacyr, in base al quale Sacyr ha ceduto la sua controllata per 7.887 milioni di euro, 2.874 milioni di euro in contanti più 5.013 milioni di euro di debito netto che sarebbe stato assunto dal fondo. L'accordo non prevedeva concessioni in corso di realizzazione e concessioni in esercizio che non fossero autostrade. Inoltre, il gruppo acquisirà successivamente da Citigroup una serie di strade a pedaggio per un valore di 478,3 milioni di euro e una serie di attività in concessione in fase di avvio e costruzione per un importo complessivo di 450 milioni di euro. Sacyr cerca di riunire tutte le concessioni che detiene in una nuova filiale, Sacyr Concesiones. Abertis ha inoltre concordato con Citigroup di acquistare asset in Spagna e Cile per un valore di 621 milioni di euro. 
Inoltre, Atlantia acquisirà partecipazioni in strade a pedaggio in Portogallo, Brasile e Cile per 420 milioni di euro.

## In Italia
In Italia gestisce cinque tratti autostradali a pedaggio:
- A3 Napoli - Salerno, di 52 km, di ex gestione Autostrade Meridionali. È controllata attraverso il gruppo Salerno Pompei Napoli S.p.A.;
- A21 dei Vini nel tratto Torino-Piacenza, di circa 160 km, di ex gestione SATAP. È controllata attraverso il gruppo Ivrea Torino Piacenza S.p.A.;
- Autostrada A5 nel tratto Torino-Quincinetto, di circa 75 km, di ex gestione ATIVA. È controllata attraverso il gruppo Ivrea Torino Piacenza S.p.A.;
- Autostrada A55 ossia il sistema tangenziale di Torino, di circa 57 km, di ex gestione ATIVA. È controllata attraverso il gruppo Ivrea Torino Piacenza S.p.A.;
- Superstrada Pedemontana Veneta, di 94 km. È controllata attraverso il gruppo Superstrada Pedemontana Veneta S.p.A.

Tutti i gruppi fanno capo al Consorzio Stabile SIS, con sede a Torino, che a sua volta è controllato da Sacyr.
Tale azienda in Italia ha operato anche in altri settori infrastrutturali:
- Ferrovia Palermo-Orleans-Carini, gestita da Rete Ferroviaria Italiana ma costruita dalla Sacyr;
- Superstrada Pedemontana Veneta, costruita dalla Sacyr;
- Autostrada A2 del Mediterraneo, nell'ammodernamento e nella ricostruzione di alcuni tratti, prevalentemente in territorio lucano, si segnala uno dei principali tra il Viadotto Calore e lo svincolo di Lauria nord;
- Variante Tremezzina di Como, costruita dalla Sacyr;
- Policlinico di Milano, edificio costruito dalla Sacyr;
- Linea tranviaria di Palermo, costruita dalla Sacyr.